# Ladies Tour of Norway
El Ladies Tour of Norway es una carrera ciclista femenina profesional por etapas noruega que se disputa anualmente en el mes de agosto. Es la versión femenina del Tour de Noruega.
Entre los años 1983 al 1993 la carrera tuvo una versión amateur denominada como Postgiro GP entre 1983 y 1990 y Postgiro Norway entre 1991 y 1993.
En 2014 se recuperó esta prueba ya como profesional bajo categoría 2.2 (última categoría del profesionalismo) con el nombre oficial de Ladies Tour of Norway. En 2016 la prueba pasó a ser de categoría 2.1 y en 2017 entró a formar parte forma parte del UCI Women's World Tour.
En el año 2018 se creó una prueba independiente denominada como Ladies Tour of Norway TTT la cual consiste en una contrarreloj por equipos y se hace como preámbulo al Ladies Tour of Norway.

## Palmarés del Postgiro
| Año                       | Ganador               | Segundo               | Tercero               |
| ------------------------- | --------------------- | --------------------- | --------------------- |
| 1983                      | Sandra Schumacher     |                       |                       |
| 1984                      | Unni Larsen           | Maria Canins          | Maria Blower          |
| 1985                      | Maria Canins          | Jeannie Longo         | Nadezhda Kibardiná    |
| 1986                      | Maria Canins          | Inga Thompson         | Brigitte Gyr-Gschwend |
| 1987                      | Jeannie Longo         | Laima Zilporytė       | Heleen Hage           |
| 1988                      | Bunki Bankaitis-Davis | Unni Larsen           | Heleen Hage           |
| 1989                      | Roberta Bonanomi      | Brigitte Gyr-Gschwend | Hanne Rasmussen       |
| 1990                      | Catherine Marsal      | Bunki Bankaitis-Davis | Karina Skibby         |
| 1991 Edición no disputada |                       |                       |                       |
| 1992                      | Luzia Zberg           | Barbara Heeb          | Tone Fossum           |
| 1993                      | Monica Valvik         | Luzia Zberg           | Alison Sydor          |

## Palmarés del Ladies Tour of Norway
| Año  | Ganador              | Segundo                | Tercero               |           |
| ---- | -------------------- | ---------------------- | --------------------- | --------- |
| 2014 | Anna van der Breggen | Marianne Vos           | Katarzyna Niewiadoma  |           |
| 2015 | Megan Guarnier       | Shelley Olds           | Amanda Spratt         |           |
| 2016 | Lucinda Brand        | Thalita De Jong        | Anouska Helena Koster |           |
| 2017 | Marianne Vos         | Megan Guarnier         | Ellen van Dijk        |           |
| 2018 | Marianne Vos         | Emilia Fahlin          | Coryn Rivera          |           |
| 2019 | Marianne Vos         | Coryn Rivera           | Leah Kirchmann        |           |
| 2020 | cancelada            | cancelada              | cancelada             | cancelada |
| 2021 | Annemiek van Vleuten | Ashleigh Moolman-Pasio | Kristen Faulkner      |           |

## Otras clasificaciones del Ladies Tour of Norway
| Año |
| --- |

## Palmarés por países
| País           | Victorias |
| -------------- | --------- |
| Países Bajos   | 6         |
| Estados Unidos | 1         |